# Уинклман, Софи
Софи́ Ла́ра Уи́нклман (леди Фредерик Виндзор; англ. Sophie Lara Winkleman; Lady Frederick Windsor; 5 августа 1980, Праймроуз-Хилл, Лондон, Англия, Великобритания) — британская актриса и сценаристка.

## Биография
Софи Лара Уинклман родилась 5 августа 1980 года в Праймроуз-Хилле (Лондон, Англия, Великобритания) в семье издателя Бэрри Уинклмана (род.1939) и его второй жены. У Софи есть старшая единокровная сестра от первого брака отца с Ив Поллард — журналистка Клодия Уинклман (род.1972).
Софи окончила «City of London School for Girls» и «Тринити Холл».
Софи была членом театрального клуба «Footlights».

## Карьера
Софи дебютировала в кино в 2002 году, сыграв роль женщины в банке в эпизоде «Убивающий дом» телесериала «Конечное действие». В 2005 году Уинклман сыграла роль взрослой Сьюзен Певенси в фильме «Хроники Нарнии: Лев, колдунья и волшебный шкаф». В 2007 году была номинирована на премию «Золотая нимфа» фестиваля в Монте-Карло в категории «Лучшая актриса комедийного сериала» («Пип-шоу»). Всего она сыграла в 32-х фильмах и телесериалах.
В 2011 году Софи дебютировала в качестве сценариста короткометражного фильма «Любовные письма», а в 2012 году она написала сценарий к трём эпизодам телесериала «Гарри и Пол».

## Личная жизнь
С 12 сентября 2009 года Софи замужем за финансовым аналитиком лордом Фредериком Виндзором, правнуком короля Георга V. У супругов есть две дочери — Мод Элизабет Дафни Марина Виндзор (род.15.08.2013), которая занимает 48-е место в очереди наследников британского престола, и Изабелла Александра Мэй Виндзор (род.16.01.2016), которая занимает 49-е место в очереди наследников британского престола.

## Избранная фильмография

### Актриса
| Год       |   | Русское название                               | Оригинальное название                                          | Роль                    |
| --------- | - | ---------------------------------------------- | -------------------------------------------------------------- | ----------------------- |
| 2002      | с | Конечное действие                              | Ultimate Force                                                 | женщина в банке         |
| 2003      | с | Пуаро Агаты Кристи: Пять поросят               | Agatha Christie’s Poirot                                       | Анжела Уоррен           |
| 2005      | ф | Хроники Нарнии: Лев, колдунья и волшебный шкаф | The Chronicles of Narnia: The Lion, the Witch and the Wardrobe | взрослая Сьюзен Певенси |
| 2005—2010 | с | Пип-шоу                                        | Peep Show                                                      | «Биг Сьюз»              |
| 2008      | ф | Любовь живёт долго                             | Love Live Long                                                 | Рейчел                  |
| 2010      | с | 100 вопросов                                   | 100 Questions                                                  | Шарлотта Пейн           |
| 2011—2015 | с | Два с половиной человека                       | Two and a Half Men                                             | Зои                     |
| 2012      | с | Титаник                                        | Titanic                                                        | Дороти Гибсон           |

### Сценарист
- 2011 — «Любовные письма»/Love Letters
- 2012 — «Гарри и Пол[англ.]»/Harry & Paul